# Ducati 750 GT

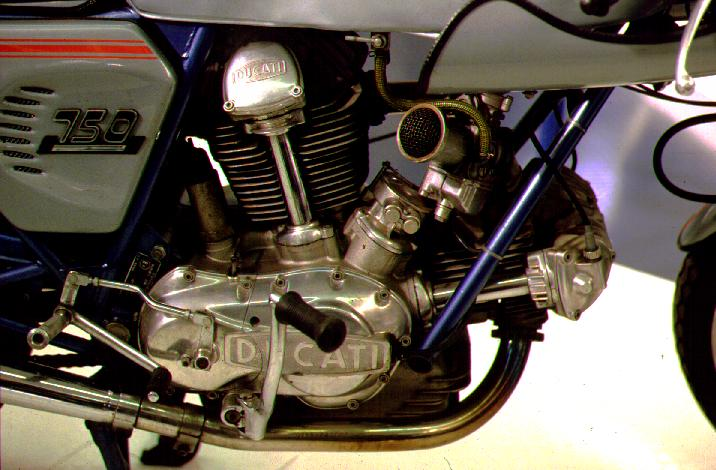
Motor einer Ducati 750 SS

Die Ducati 750 GT ist ein Motorradmodell des italienischen Herstellers Ducati.
Sie wurde 1970 vorgestellt und war das erste Serienmotorrad von Ducati mit V-Motor. Die kleine Stirnfläche ihres mit quer zur Fahrtrichtung liegender Kurbelwelle eingebauten Zweizylindermotors ermöglichte einen geringen Luftwiderstand. Die Anordnung mit einem in Fahrtrichtung liegenden und einem stehenden Zylinder gewährleistete die Kühlung des hinteren Zylinders. Der unten offene Stahlrohrrahmen integrierte das Motor- und Getriebegehäuse als mittragendes Element.
Für das 200-Meilen-Rennen von Imola, welches für auf Serienmaschinen basierende 750er-Rennmotorräder ausgeschrieben war, wurde 1972 eine Rennversion konstruiert. Das prestigeträchtige Rennen, an dem einige andere Werksteams mit namhafteren Fahrern teilnahmen, wurde mit dem Sieg von Paul Smart und dem zweiten Platz von Bruno Spaggiari für Ducati gewonnen und zugleich der Rekord für die schnellste Runde aufgestellt. Ducati produzierte 1973 zunächst eine Kleinserie von zulassungsfähigen 750 SS Imola Replica. Die senkrechten, beidseitigen Streifen auf dem Tank, die auch spätere SS-Modelle aufwiesen, waren eine Aussparung der Lackierung, durch die der Füllstand des transparenten GFK-Tanks abgelesen werden konnte. In Deutschland waren diese Tanks nicht zugelassen und mussten durch Metalltanks ersetzt werden.
An die folgende Serienproduktion der 750 SS schloss 1975 die aus dieser entwickelte 900 SS an. Varianten der Modellreihe wurden bis 1986 gebaut.